# Espergærde
Espergærde ligger i Nordsjælland ved Øresund og regnes i statistisk henseende som en bydel i Helsingørs byområde. Espergærde ligger mellem 5 og 8 km syd for den tidligere købstads centrum. Espergærde ligger som en velafgrænset bydel, mod nord afgrænset af Egebæksvang skov og Flynderupgård, mod vest af Rolighedsmoserne og Helsingørmotorvejen, mod syd af Krogerup gods jorder og Babylone skov. Espergærde hører til Region Hovedstaden.
Espergærde opstod som fiskerleje på forstranden neden for kystskrænten ud mod Øresund formentlig omkring midten af 1500-tallet. Området, hvori Espergærde lå og som blandt andet omfattede landsbyerne Mørdrup og Tibberup, hørte i 1600- og 1700-tallet under Krogerup gods. I 1800-tallet blev Espergærdeområdet et yndet udflugtsmål for landliggere, og i de sidste årtier af århundredet blev der opført landliggersteder langs kysten. Udviklingen fremmedes af dampskibsfart og især anlæggelsen af Kystbanen med holdested, senere station, ved vejen til Mørdrup omkring 1 km inde fra kysten. Fra århundredeskiftet og frem voksede en lille stationsby frem mellem stationen og kysten, men de fleste af tilflytterne pendlede til Helsingør og København. I 1954 blev Espergærde hjemsted for Tikøb Kommunes sogneråd. Omkring 1960 vedtoges en kommuneplan, der forudså hele området mellem Espergærde, Mørdrup og Tibberup inddraget til bebyggelse, hvilket skete i det følgende tiår. Efter kommunalreformen i 1970 afdæmpedes Espergærdes videre byudvikling kraftigt.
Espergærde har et butikscenter omtrent midt i byen og et industriområde i byens vestlige udkant. Det har to stationer, Espergærde Station på Kystbanen og Mørdrup Trinbræt på Nordbanen og betjenes af flere buslinjer. Byen har mange kulturelle tilbud i form af blandt andet et kulturhistorisk egnsmuseum, idrætsanlæg og rekreative områder.
Espergærde er delt i 2 sogne: Egebæksvang sogn (kirken ligger ved det gamle fiskerleje) og Mørdrup sogn (kirken ligger ved bycenteret).

## Geografi
Både nord og syd for Espergærde er der fredede såkaldte "grønne kiler": den grønne kile ved Rørtang/Flynderupgård nord for byen og Kelleris-kilen syd for byen. Udtrykket "grøn kile" betyder, at naturen – skov eller mark - strækker sig helt ud til Strandvejen ved kysten.
Mod nord ligger Egebæksvang samt Flynderupgårds jorder op mod Snekkersten, mod syd marker ned mod Krogerup og Humlebæk. Mod vest afgrænses byen af Rolighedsmoserne og en del af Kelleris Hegn mellem byen på den ene side, Nordbanen og Helsingørmotorvejen på den anden.

## Etymologi
I 1561 kaldes stedet for Esperødgierde, ifølge Nudansk Ordbog "indgærdet/indhegnet rydning i aspeskov". Landsbyen Esperød var oprindelig en lille middelalderlig udflytterlandsby på 2-3 gårde, beliggende oven for kystskrænten.

## Historie

### Renæssancen
Omkring 1500 udviklede der sig på forstranden neden for kystskrænten et lille fiskerleje på 6-8 huse beliggende i 2 rækker parallelt med kysten i nord-sydgående retning på hver sin side af den gamle kystvej Strandvejen, der forbandt Espergærde med tilsvarende fiskerlejer henholdsvis mod nord (Skotterup, Snekkersten) og syd (Humlebæk, Sletten) opståede omtrent på samme tid. Fra Espergærde gik en vej op over kystskrænten ind i landet til landsbyen Mørdrup beliggende omkring 2 km fra kysten. Fra stranden ved Espergærde skete i midten af 1500-tallet udskibning af træ fra den nordvest for fiskerlejet beliggende Egebæksvang skov. Til ejerlavet hørte de 2-3 mindre gårde oven for kystskrænten.
Ved matriklen 1682 nævnes, at 4 af fiskerne havde hver deres ålestade i Øresund, som de gav 2 Rdl. i landgilde for årlig; 2 ålestader var "øde". 6 landgildehuse uden jord betalte 1 Rdl. i landgilde.
Espergærde hørte sammen med landsbyerne Mørdrup og Tibberup under Krogerup gods. Fæsterne i disse landsbyer måtte yde hoveriarbejde til godset, og vejen fra Mørdrup sydpå til Tibberup (og herfra videre til Krogerup) bærer endnu navnet "Hovvej". Krogerup gods var noget nær det eneste private gods i Nordøstsjælland, langt størstedelen af egnen hørte under Kronen. Krogerup gods hørte længe under slægten Rostgaard, hvoraf Hans Rostgaard blev berømmet for sin indsats i kampene under Karl Gustav-krigene 1658-1660. I 1741 lod den daværende godsejer Frederik Rostgaard indrette "Rostgaardskilden" for de vejfarende på Strandvejen lidt syd for det daværende Espergærde fiskerleje. Frederiks Rostgaard var gift med Conradine Revenfeld, datter af grev Reventlow, og på stenkummen blev sammen med de to adelsvåbener indristet teksten (på latin): "Rostgaard og Revenfeld sørger for dette væld - læsk dem, Christus, med stedse rindende vand".

### Landliggersted og stationsby
I en årrække fra 1841 til 1847 blev afholdt 28. maj-fester til minde om Provinsialstændernes indførelse i lighed med tilsvarende festligheder, der blev afholdt andre steder i landet. Anledningen til festerne var, at de radikales kandidat, skibsklarerer N.P.Kinck havde vundet valget i Helsingør den 8. januar 1841 til stænderforsamlingen for Øerne over de konservatives kandidat. Egebæksvang blev valgt til sted for afholdelse af festen efter ønske fra landboerne. Den første fest samlede 5-6.000 mennesker fra egnen og Helsingør ved Hvidestensbakken i skoven, og også de følgende års majfester blev afholdt her. Under Treårskrigen 1848-1850 i Hertugdømmerne lå festerne stille, og da man 1852 lod festen genopstå, var det som 5. juni-grundlovsfester; i denne forbindelse anlagdes Grundlovsmonumentet i skoven. Festerne varede til og med 1855 og ophørte derefter i en årrække. I stedet blev i skoven lavet en række fester med velgørenhedsformål, blandt andet indsamlinger i forbindelse med havnebyggerierne i Snekkersten og Espergærde, men tillige i andre anledninger. Alle disse fester bidrog til at trække landliggere til egnen, der nu kom ind i en selvforstærkende udvikling som landliggersted også for københavnere.
Dampskibsfarten langs Øresundskysten blev efterhånden udvidet således, at den i 1877 havde anløbssteder i København, Skovshoved og Bellevue Strand, Tårbæk, Skodsborg, Vedbæk, Rungsted, Humlebæk, Snekkersten, Helsingør og Helsingborg. Samme år åbnedes en dagvognsrute fra Helsingør til Snekkersten, Skotterup og Egebæksro; sidst nævnte sted lå ud for Egebæksvang lige syd for Egebækkens udløb i Øresund. Her blev kort efter dagvognsrutens åbning for sommermånederne opsat en postbrevkasse. Disse tjenester blev dog atter opgivet. Alligevel skete der store ændringer i landliggerlivet på stedet i disse år.
Indtil 1870-erne var landliggerlivet ved Øresundskysten overvejende endagsture til skov og strand. Men i næringsloven af 1857 var udtrykkeligt fastslået husejernes ret til at leje ud til fremmede og til at bespise lejerne, og sideløbende med endagsturene begyndte de stedlige beboere at udleje deres hovedhuse til landliggere, mens de selv flyttede ud og boede i udhuse, sidehuse eller lignende. Endvidere begyndte også snart at ske en udstykning af grunde langs kysten. Her opførtes den ene landliggervilla efter den anden. Allerede i 1848 opførtes "Mary Hill" som "det første anselige Hus, man rejste paa den lange, sandede Strækning fra Humlebæk til Skotterup". I sin første tid tjente huset som stedets skole. Dernæst kom en tid, da huset var i privat eje. Huset blev, i 1850-erne og derefter, udlejet til standspersoner, der havde lyst og råd til at ligge på landet så langt fra hovedstaden. Sine mest strålende velmagtsdage i så henseende oplevede huset efter en gammel fiskers opfattelse, da enken efter general, kammerherre Rømeling havde slået sig ned her; i de år var kongelige kareter kommet farende fra nord og syd, indtil de var standset ud for boligen. Efter hofdamen kom andre lejere, og i 1880-erne var det pensionat. I 1891 købtes huset af skuespilleren Elith Reumert. Til de ældste steder hørte også "Hostruphus", skænket 1870 som folkegave til digteren Jens Christian Hostrup. I løbet af 1870-erne og 1880-erne blev kyststrækningen ud for Egebæksvang et af kystens mest yndede steder for det københavnske landliggerliv og taget i landliggernes besiddelse; omkring 1880 var allerede omkring fire femtedele af kyststrækningen udstykket til landliggerejendomme. Det var landliggerne selv, der tog skridtet til opførelsen af landliggervillaerne.
Det voksende landliggerliv skabte helt nye forudsætninger for det stedlige næringsliv. Først skabte det omfattende byggeri af landliggervillaer næringsgrundlag for et voksende antal af bygningshåndværkere, en udvikling der kunne ske frit, fordi disse næringer ikke var underlagt næringslovens læbæltebestemmelser. I 1850 udgjorde antallet af bygningshåndværkere i Espergærdeområdet 3 tømrere, en i henholdsvis Skotterup, Mørdrup og Tibberup. I 1870 var det samlede antal bygningshåndværkere vokset til 8, hvoraf 4 tømrere, i henholdsvis Skotterup, Espergærde, Mørdrup og Tibberup, 2 murere, i henholdsvis Mørdrup og Tibberup, og 2 snedkere, i henholdsvis Espergærde og Tibberup. I 1880 var det samlede antal bygningshåndværkere vokset til 18, hvoraf 4 tømrere, 3 murere, 1 snedker, 1 maler og 1 glarmester. I 1890 var antallet af bygningshåndværkere vokset til 22.
Landliggerne skabte også en helt ny kundekreds for handel, både for stedlige landbrugere og fiskere, der jo havde "lov" at sælge deres egne frembringelser, og for de egentlige butiksdrivende, såvel købmanden i Skotterup som de butiksdrivende i Helsingør.
I slutningen af 1800-tallet begyndte de første landliggervillaer at skyde op mellem Egebæksvang og Øresund, og fra 1897, da Kystbanen blev åbnet med et stoppested (fra 1903 en station), ca. 1 km fra Espergærde, udviklede samfundet sig til et yndet landliggersted.
Egentlige landliggernæringer begyndte også at optræde i form af gæstgiverier, krohold og badehotel: i 1896 opførtes hotel "Gefion" oven for kystskrænten bag fiskerlejet og med udsigt over havet. Samtidig oprettedes flere badepensionater og landliggervillaer byggedes i stort tal mellem stationen og fiskerlejet syd for Egebæksvang. I forbindelse hermed fik Espergærde adskillige handlende og håndværkere, endda enkelte fremstillingsvirksomheder. Langt de fleste af de bosatte var dog pendlere til Helsingør og København, så at en overgang fik kystbanetoget øgenavnet "grosserertoget".
I årene omkring århundredeskiftet skete en omfattende udstykning af parcelgrunde, og antallet af tilflyttere tog et opsving. I disse år opstod en egentlig bymæssig bebyggelse, som fortsatte i begyndelsen af 1900-tallet. Udviklingen afspejles i J.P.Trap: Danmark, hvor det i tredje udgave fra 1898 hedder: "Tibberup med Mølle, Espergjærde Fiskerleje med Kro og Baadebyggeri. Mørdrup" og lidt senere: "I flere af de nævnte Byer, navnlig i Espergjærde, Skotterup og Snekkersten, ligge mange Villaer for Sommerbeboere, ligesom ogsaa de faste Beboere i stor Udstrækning udleje deres Huse i Sommertiden". Til sammenligning hedder det i fjerde udgave fra 1920: "Tibberup med Mejeri og Ml; Espergærde Fiskerleje – 1916: 144 Gde og Huse og 713 Indb. (1911: 500 med flg. Erhverv: Landbrug 54, Fiskeri 66, Haandv. 190, Handel 45, Transport 46) – med Egebæksvang Filialkirke og Skole, Børnehjem (Fredensdal), Hotel, Pensionater og Villabebyggelse, Brugsforen., Baadehavn (2,6 m) og Jernbanest.; Mørdrup". Uanset, at Traps omtale er kortfattet og ikke fyldestgørende, afspejler de to beskrivelser, at Espergærde udviklede sig betydeligt i årene mellem de to beskrivelser.
Espergærde havde i 1930 1.606 indbyggere. Heraf ernærede 274 sig ved landbrug, gartneri og fiskeri, 453 ved håndværk og industri, 206 ved handel og omsætning, 184 ved transport, 81 ved immateriel virksomhed, 147 ved husgerning, 240 var ude af erhverv og 21 uden oplysning.

### Efter 2. verdenskrig
Omkring 2. verdenskrig strakte bebyggelsen fra Espergærde sig til Mørdrup og Tibberup, og i 1947 vedtoges en dispositionsplan for Tikøb kommune, der forudsatte en sammenbygning af de tre bebyggelser. I de følgende år skete en vis udstykningsvirksomhed i området. I 1951 opførtes det første etageboliger i form af "Skovparken" beliggende i tilknytning til Espergærde station og med butikker i stueetagen. I tilknytning hertil byggedes et mindre villaområde.
I anden halvdel af 1950-erne blev Espergærde for alvor inddraget i byudviklingen i form af en stigende tilflytning. I henhold til en undersøgelse foretaget af kommunen kom i tiden 1954-59 10% fra Helsingør, 45% af tilflytterne fra Københavnsregionen og 45% fra det øvrige land. Kun få havde arbejde i byen: 40% arbejdede i Helsingør, 40% i Storkøbenhavn, 12% i det øvrige Nordøstsjælland og kun 8% i byen. Dette førte til, at kommunen sigtede mod at udvikle stedlige arbejdspladser.
I 1960 vedtoges en ny dispositionsplan for Espergærde, og nu byggedes etageboliger og villaer i stort omfang. Desuden udlagdes et industriområde i den vestlige del af det planlagte byområde. I 1960-erne skete en voldsom udbygning af Espergærde, hvis indbyggertal voksede fra 4.000 til 10.000 indbyggere. Mest markant var opførelsen af byområdet "Den hvide by", igangsat 1962 på den tidligere landbrugsejendom Søbækgårds jorder. Den hvide by omfattede 46 kædehuse, etagehuse i 3 etager og et samlet butiks- og servicecenter. Kædehusene blev opførte omkring to grønninger og med fælles varmecentral. Etagehusene blev opførte af flere byggefirmaer. De første etagehuse blev byggede efter tegninger af arkitekterne Peer Bruun og Per Christiansen, og disse tegninger blev siden anvendte ved etagebyggerier flere andre steder i landet. Husene blev fortrinsvis opførte ved lukkede sideveje, der næsten alle udmundede langs to fordelingsveje, Søndermarken og Hovvej, som lå på den ene side af bebyggelsen, mens et stort fællesareal med stier lå til den anden side. I tilknytning til bebyggelsen opførtes en større skole, Mørdrupskolen, og siden byggedes i tilknytning til butikscenteret blandt andet et nyt bibliotek, kirke, lægehus, posthus, ældreboliger, børnehave og vuggestue. Det var et af de første eksempler på samlede byggerier ud fra trafikdifferentieringsprincippet og med et samlet butikscenter omkring to fælles pladser. Byggeriet blev kendt for, at alle bygningerne oprindeligt havde hvide vægge (deraf navnet) og røde teglstenstage. Området kom til at udgøre en central del af det udbyggede Espergærde.
I områderne nord og syd for "Den hvide by" blev villaer den fremherskende boligform. Byggeriet blev også her bygget efter en målsætning om adskillelse af gående og cyklende, der fik egne stisystemer, og kørende (biler og busser), der kørte ad centralt beliggende stam- og fordelingsveje. Mod syd opførtes i tilknytning til et idrætsanlæg tillige et mindre etageboligområde og en ny skole, Tibberupskolen. Da skolernes evne til at klare elevtallet viste sig utilstrækkelig, opførtes en fjerde skole i byens sydvestlige del, Grydemoseskolen. Siden blev den ældste og mindste skole, Espergærdeskolen, nedlagt, da elevtallet atter begyndte at falde. Senere blev den genåbnet.

### Efter kommunalreformen 1970
Byen var fra 1954 indtil kommunalreformen i 1970 sæde for Tikøb Kommunes Sogneråd, herefter administrativt sammenlagt med Helsingør Kommune til trods for stor modstand. Den gamle administrationsbygning blev herefter indrettet til teknisk forvaltning for den nye storkommune, og det var herfra, at kommuneplan og lokalplaner (senere også arbejdet med byfornyelse i Helsingør under stads- og havneingeniørens ledelse) blev styret.
Efter kommunalreformen dæmpedes Espergærdes byudvikling betydeligt. Af nye boligområder udbyggedes Busserupgårds jorder i byens nordvestlige hjørne samt Hovgårdens og Grydemosegårds jorder mod sydvest. Internt i byen skete en mindre fortætning af bebyggelsen. Indbyggertallet nåede 11.470 indbyggere i 2007. Udbygningen af industriområdet fortsattes, og et mindre industriområde vest for Nordbanen blev udlagt. Espergærdecenteret blev videre udbygget med blandt andet bibliotek, posthus, kirke, børneinstitutioner, lægehus og apotek. Det begrænsede udbygningsmuligheder har gjort, at byens omgivende friluftsarealer er kommet under pres som potentielle byudviklingsmuligheder.
I 2009 smeltede Espergærde officielt bebyggelsesmæssigt sammen med Helsingør, omend der fortsat er en adskillelse på ca. 150 m mellem bebyggelsen Espergærde-Skotterup og Snekkersten-Helsingør.

## Befolkningsudviklingen i Espergærde og daværende Tikøb kommune
Fra at have været en enkelt blandt et stort antal bebyggelser (landsbyer og fiskerlejer) med blot 1,52% af sognekommunens indbyggere udviklede Espergærde sig til at blive kommunens hovedby med 38,81% af sognekommunens samlede indbyggertal.
| År   | Tikøb kommune | Espergærde |
| ---- | ------------- | ---------- |
| 1834 | 5.734         | 87         |
| 1840 | 5.991         | 90         |
| 1860 | 6.715         | 146        |
| 1870 | 6.797         | 180        |
| 1880 | 6.601         | 161        |
| 1890 | 6.733         | 234        |
| 1901 | 6.998         | 311        |
| 1916 | 7.429         | 713        |
| 1921 | 8.113         | 769        |
| 1925 | 8.901         | 1.032      |
| 1930 | 8.910         | 1.606      |
| 1935 | 9.305         | 1.849      |
| 1940 | 9.928         | 1.912      |
| 1945 | 10.669        | 2.396      |
| 1950 | 11.923        | 2.626      |
| 1955 | 13.058        | 3.177      |
| 1960 | 14.497        | 4.039      |
| 1967 | 19.132        | 7.425      |

## Infrastruktur og transport
Espergærde har udviklet sig til et trafikknudepunkt med tog- og busforbindelser mod Helsingør, nordkysten og i retning af København.

### Vejnet
Fra Espergærde fører 2 hovedlandeveje ind i landet mod nordvest. I nord Mørdrupvej, der går over Gurre og Nygård og ender i Ålsgårde og i syd Hornbækvej der over Kvistgård og Tikøb fører frem til Hornbæk. Espergærde ligger tæt ved Helsingørmotorvejen og Kongevejen, der forbinder med Fredensborg og Hillerød.
Af indre fordelingsveje må foruden de østvest-gående fordelingsveje Mørdrupvej og Hornbækvej nævnes den nordsyd-gående fordelingsveje Hovvej (der giver adgang til industrikvarteret) og Strandvejen, desuden Kløvermarken, Søndermarken og Kofoed Anchersvej, der giver adgang fra de enkelte boligkvarterer til Espergærdecenteret og endelig Agnetevej, der fungerer som fordelingsvej i byens nordlige del og fortsætter til Snekkersten.
De nævnte større veje benyttes også dels i byens interne busforbindelser dels busforbindelser til Ålsgårde, Hornbæk og Helsingør.

### Busforbindelser
Busterminalen ved Espergærde Station betjener følgende buslinier:
- 340 Espergærde Station - Tikøb - Harreshøj - Bøtterup - Havreholm - Horneby - Hornbæk Station
- 345 Espergærde Station - Espergærdecentret - Espergærde Gymnasium - Mørdrup Station - Gurre - Nygård - Skibstrup - Ålsgårde Station
- 802 Espergærde Station - Prøvestenscentret - Helsingør Station.
- 805 Espergærde Station - Helsingør Station - Ålsgårde Station
- 841 Espergærde Station - Snekkersten Station - Prøvestenscenteret - Snekkersten Station - Strandvejen - Egebæksvang Kirke - Espergærde Station (servicebus dobbelt ringlinie)

Af andre buslinjer findes:
- 388 "Strandvejsbussen", som mod nord forbinder med Snekkersten og Helsingør, mod syd med Humlebæk Station, Nivå Station, Rungsted Kyst Station, Vedbæk havn, Skodsborg, Klampenborg Station og Lyngby Station.

### Jernbaneforbindelser
Espergærde har jernbaneforbindelse dels til København og Helsingør med Kystbanen fra Espergærde Station, dels til Hillerød og Helsingør med Lille Nord fra trinbrættet i Mørdrup.

### Sydkystens rensningsanlæg
Ved Espergærde ligger Sydkystens rensningsanlæg, der er et mekanisk-biologisk rensningsanlæg.

## Erhverv
I forbindelse med udbygningen i 1960'erne og 1970'erne udvikledes i byens nordvestlige udkant et industriområde, som med tiden har haft flere betydelige virksomheder, således Danit og Coloplast.
Til trods for, at Espergærde omkring 1990 havde omkring 3.000 arbejdspladser, var der en forholdsvis stor pendling ud af byen, især mod København, mens det gamle Helsingør altid har spillet en mindre rolle som arbejdssted.
Byområdets midtpunkt er fortsat Espergærde centret, Danmarks ældste butikscenter, hvor der er dagligvare- og udvalgsvarebutikker, institutioner, læge, tandlæge, bibliotek og kirke.

## Uddannelse
Espergærde skole er opdelt i 4 selvstændige afdelinger: Gammel Espergærde skole, Grydemoseskolen, Mørdrupskolen og Tibberupskolen. I tilknytning til Mørdrupskolen hører Espergærde Ungdomsskole.
Espergærde er også hjemsted for et af Danmarks største gymnasier, Espergærde Gymnasium & HF, som siden midten af 1970'erne har overtaget fra den nedlagte Helsingør Latinskole. På gymnasiet har man årligt afholdt en stor konference, der trækker flere hundrede udenlandske elever til byen.

## Kultur
Espergærde har et rigt idræts- og kulturliv, og en undersøgelse af indbyggernes vaner fra omkring 1990 viste, at de deltog yderst aktivt i såvel foreningsliv (herunder idræt) som andre kulturelle tilbud.

### Flynderupgård museet
Flynderupgård Museet er et lokalhistorisk museum, der viser kulturhistorie fra den tidligere Tikøb kommunes område samt med en omfattende samling om fiskeriet i det nordlige Øresund. Blandt museets udstillingsgenstande er en bondestue og en fiskerstue med indbo samt en købmandshandel med udstyr. På de omgivende arealer har man rekonstrueret landbrugsdriften således, som denne fandt sted i 1920-erne. Museet blev statsanerkendt egnsmuseum i 1964 og var oprindeligt hjemmehørende i kælderlokaler på Espergærde skole men blev siden flyttet til Flynderupgård lige nord for byen. Museet rummer tillige det egnshistoriske arkiv.

### Egegården
Den tidligere udflyttergård Egegården, der nu ligger omtrent midt i byen, er blevet brugt af det stedlige foreningsliv, idet repræsentanter for brugerforeningerne tillige stod for ledelsen af ejendommen. Egegården er en udflytterejendom fra Tibberup fra omkring 1794, som i det ydre har bevaret meget af sit oprindelige udseende. Omkring 1970 var ejendommen ved at forfalde, men takket være en aktiv indsats fra en kreds af byens borgere, der oprettede "Foreningen Egegården" (der blev opløst i 2011) blev den ved frivilligt arbejde sat i stand og i 1976 omdannet til foreningshus. Siden da har Egegården både haft en fast kreds af brugerforeninger og været midlertidigt anvendt til skiftende arrangementer. 17 foreninger holder pr. 2015 faste møder og arrangementer på Egegården, blandt andre folkedanserforeningen og jazzforeningen.

### Idrætsanlæg
Mørdrup Idrætsanlæg ved Gymnasievej og Espergærde Gymnasium omfatter ni udendørs tennisbaner, en indendørs tennishal med to baner, seks græsfodboldbaner og en idrætshal ved Espergærde Gymnasium. Byens ældste idrætsanlæg ligger ved Idrætsvej og omfatter Espergærdehallen, foldboldbaner, en grusbane og et petanqueanlæg. Der er planer om at nedlægge de nuværende idrætsfaciliteter og overflytte dem til Mørdrup Idrætsanlæg for at sikre et mere sammenhængende idrætstilbud i Espergærde.
Sydvest for byen ligger Stenbjerggård rideskole.

### Espergærde havn
Ved Øresundskysten har Espergærde desuden en gammel havn, Espergærde Havn, der oprindelig var en havn for fiskeri men nu overvejende er en lystbådehavn. Den er aldrig udbygget med moderne marina således, som der var planer om i begyndelsen af 1970'erne. Havnen er 2,5 m dyb og har plads til 100 fartøjer. I tilknytning til havnen findes fiskeforretning, kiosk, slæbested og havnefyr (fra 1913, med rødt blink). Espergærde Sejlklub, der blev stiftet den 9. juli 1943, har hjemhavn her.

### Parker og rekreative udflugtsområder
Espergærde rummer to store friarealer midt inde i byområdet: Søbækpark i tilknytning til Mørdrupskolen og Tibberupparken i tilknytning til Tibberupskolen. Mindre friarealer findes ved Egegården. Andre friluftsområder er den gamle stejleplads nord for havnen (officielt kaldet "Kirkestranden") to badestrande ved Øresund, populært kaldet "den store strand" og "skolestranden" (fordi den er blevet anvendt til at give skoleelever svømmeundervisning), officielt kaldes de "Espergærde Strand" og "Jarlens Grund". Byens vigtigste rekreative områder ligger imidlertid uden for det tætbyggede byområde, første og fremmest Egebæksvang nord for byen og i tilknytning hertil landområderne omkring Flyderupgård, Rolighedsmoserne samt Kelleris Hegn vest for byen og Krogerup gods jorder syd for byen.

## Historiske ejendomme og mindesmærker
Espergærdeområdet rummer adskillige historiske ejendomme. De ældste går helt tilbage til landsbyfællesskabet og omfatter gamle gårde i de tidligere landsbyer Mørdrup og Tibberup, som aldrig blev udflyttede, fordi udskiftningen af landsbyerne skete som stjerneudskiftning. Et mindre antal gårde og husmandssteder blev udflyttede eller oprettede i forlængelse af udskiftningen. Enkelte landbrugsejendomme stammer fra tiden omkring århundredeskiftet (1900), og fra samme tid stammer flere ejendomme, som har bevaret deres udseende.
Af fiskerlejets gamle huse er flere fortsat bevarede omend med ændret udseende. Espergærdes første forretningsstrøg med to etageejendomme på hjørnet af Strandvejen og Mørdrupvej (oprindelig Stationsvej) er endnu bevarede. Mange huse langs kysten stammer fra tiden som landliggersted (anden halvdel af 1800-tallet), mens huse mellem kysten og Kystbanen stammer fra Espergærdes tid som stationsby (første halvdel af 1900-tallet).
Blandt kulturhistoriske mindesmærker kan nævnes Grundlovsmonumentet i Egebæksvang Skov, Rostgaardkilden ved Strandvejen, Rostgaardstenen indmuret i Damgården i Mørdrup og mindestenen for Johannes Ewalds ophold i Søbæk mølle på Stokholmsvej. Nævnes må tillige de såkaldte "fiskestadesten", der findes langs Strandvejen, og som markerer tidligere tiders fiskestader.

## Kendte personer
Espergærde har ikke kendte personer fødte i byen at opvise, men til gengæld er listen over dem, der har opholdt sig her og udført væsentlige dele af deres livsgerning så meget mere påfaldende:
- Johannes Ewald, digter
- Niels Finsen, læge og forsker
- J.C. Hostrup, præst og forfatter
- Ingvald Lieberkind, naturforsker, professor
- Martin Andersen Nexø, forfatter og fremtrædende kommunist
- Per Tærsbøl, tidligere MF og borgmester i Helsingør Kommune[31]
- Peter Schmeichel, tidligere fodboldspiller